# 파당섬
파당섬(Pulau Padang)은 리아우주에 있는 인도네시아의 섬으로, 수마트라섬의 동해안과 가깝다. 면적은 1,676.68 km²이며 2020년 인구 조사 기준 인구는 32,934명이었고, 2023년 중반 공식 추정치는 33,915명이다. 행정적으로는 메르바우(파당섬의 남부를 포함하지만 근처 메르바우섬은 포함하지 않음)와 타식 푸트리 푸유(파당섬의 북부를 포함함)의 두 지역(케차마탄)으로 구성되며, 두 지역 모두 리아우주의 메란티 제도군에 속한다. 서수마트라의 파당 시 또는 보르네오의 파당 섬과 혼동해서는 안 된다.

1. ↑  Badan Pusat Statistik, Jakarta, 26 September 2024, Kecamatan Merbau Dalam Angka 2024 (Katalog-BPS 1102001.1410050) and Badan Pusat Statistik, Jakarta, 26 September 2024, Kecamatan Tasik Putri Puyu Dalam Angka 2024 (Katalog-BPS 1102001.1410052).